# 翅茎赤车
翅茎赤车（学名：Pellionia caulialata），为荨麻科赤车属下的一个种。

## 扩展阅读
維基物種上的相關：翅茎赤车